# Quercus wislizeni
Quercus wislizeni A.DC. – gatunek rośliny z rodziny bukowatych (Fagaceae Dumort.). Występuje naturalnie w południowo-zachodnich Stanach Zjednoczonych – w Kalifornii. Ponadto bywa także uprawiany. 

## Morfologia

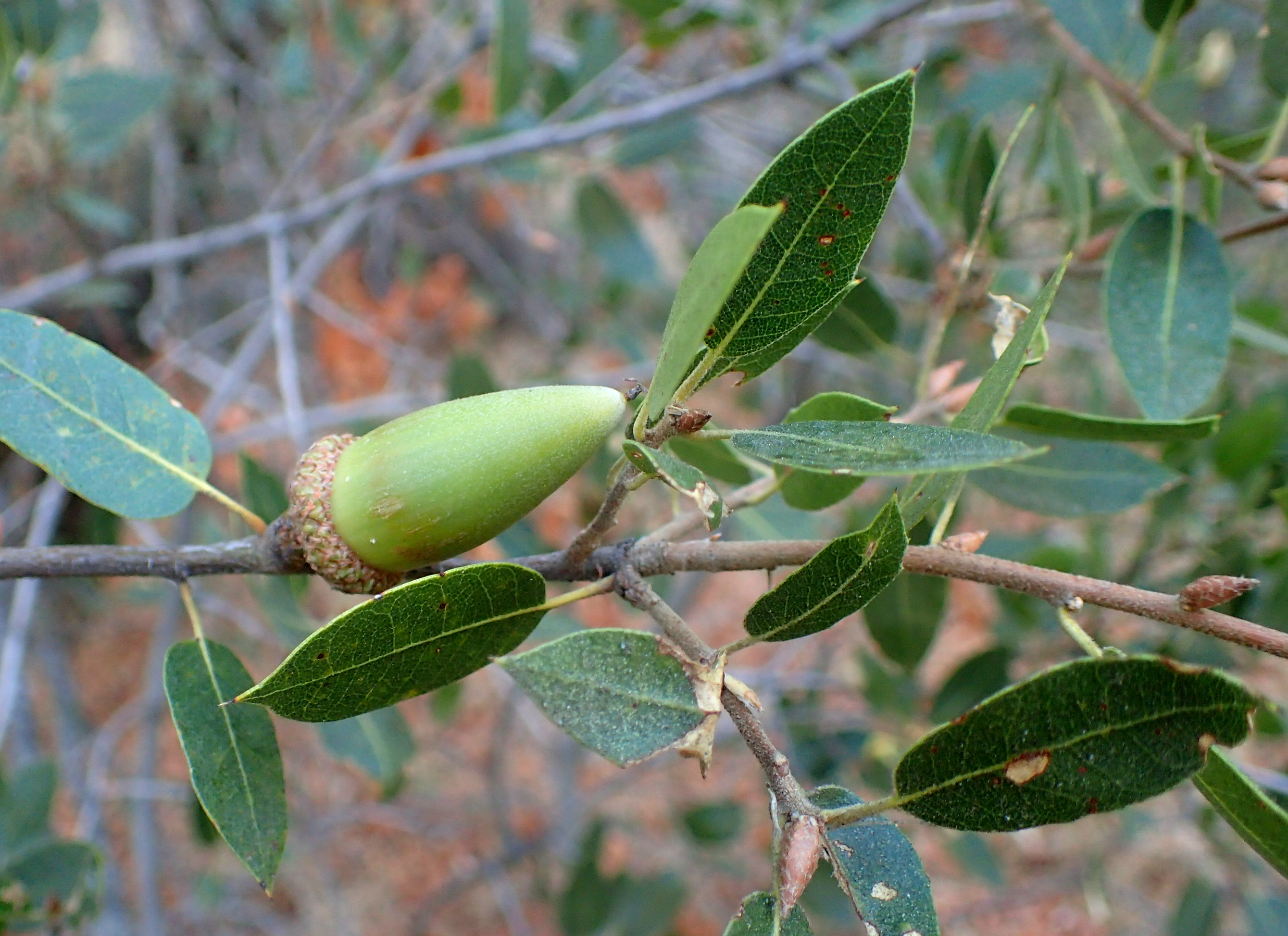
Owoc gatunku

PokrójZimozielone drzewo lub krzew. Dorasta do 22 m wysokości. Kora ma czarną barwę, jest szorstka.
LiścieBlaszka liściowa ma jajowaty, podłużny lub okrągławy kształt. Mierzy 2,5–7 cm długości oraz 2–5 cm szerokości, jest całobrzega lub ząbkowana na brzegu, ma nasadę od rozwartej do sercowatej i ostry lub zaokrąglony wierzchołek. Ogonek liściowy jest nagi lub lekko owłosiony i ma 3–20 mm długości.
OwoceOrzechy zwane żołędziami o kształcie od jajowatego do stożkowatego lub podłużnego, dorastają do 21–44 mm długości i 8–14 mm średnicy. Osadzone są pojedynczo w miseczkach w kształcie kubka, które mierzą 9–19 mm długości i 7–18 mm średnicy. Orzechy otulone są miseczkami w 20–40% ich długości.

## Biologia i ekologia
Rośnie w chaparralu oraz na skalistych stokach. Występuje na wysokości do 1900 m n.p.m.

## Zmienność
W obrębie tego gatunku wyróżniono jedną odmianę:
- Quercus wislizeni var. frutescens Engelm.

## Zastosowanie
Gatunek jest uprawiany jako roślina ozdobna.